# Hospital de Santiago (Astorga)
El hospital de Santiago de Astorga pertenecía a la cofradía del gremio de los pelleteros, llamada de Santiago de alto paso en recuerdo del hospital que había en París con este mismo nombre. Se conservan documentos en que se da cuenta de su existencia y del hospital, aunque no se menciona su emplazamiento. La cofradía se unió a la de los Mártires alrededor del año 1481. Tenía su capilla en la calle que más tarde se llamó calle de Santiago, frente a la iglesia de San Felipe Neri. Se mantuvo vigente hasta principios del siglo XX.
En este hospital se tenía muy en cuenta la espiritualidad. Sus normas tenían un evidente carácter religioso, hasta el punto de obligar a confesar a los que ingresaban o de lo contrario no tenían derecho a ser atendidos. El párroco de San Nicolás se ocupaba de administrar los sacramentos. En la regla que se escribió en 1571 se decía que el mayordomo de la cofradía tenía la obligación de acompañar a los moribundos ayudándolos a bien morir. Después, los cofrades debían acompañar al fallecido hasta su entierro y se advertía que si no lo cumplían debían pagar una multa.
Por otra parte, las normas se ocupaban de asuntos más terrenales, como la limpieza y la higiene según la recomendación del obispo Esteban de Almeida que sugería alejar las letrinas de las salas donde se encontraban los enfermos y que las camas tuviesen sábanas.